# John Johnson
John Johnson, född 1741, död 1830, riddare 1767, baronet 1774, var en amerikansk lojalist, lojalistisk och brittisk officer, chef för det Brittiska Indiandepartementet och stor jordägare.

## Ungdom och tidiga liv
John Johnson var son till sir William Johnson och Catherine Weissenberg. Han tillbringade sin barndom på Fort Johnson och utbildades huvudsakligen hemma genom informatorer, men läste även sporadiskt vid akademin i Philadelphia. John deltog som volontär i faderns expedition till Lake George 1755, trots att han då bara var tretton år gammal, och även i det fälttåg som ledde till Fort Niagaras fall 1759. Som en ung man var John även med vid faderns otaliga konferenser med irokeserna, bland annat den som föregick fördraget i Fort Stanwix 1768. Under Pontiacs krig ledde han själv en expedition till Ohiolandet. Åren 1765-67 peregrinerade John Johnson i Storbritannien. Han blev då dubbad till riddare av kung Georg III.

## Arvtagaren

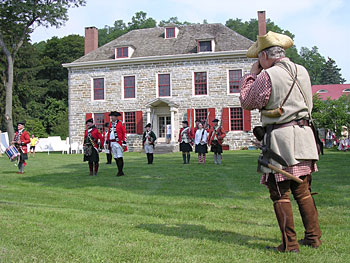
Fort Johnson idag (vid ett tillfälle med historiskt återskapande).

Återkommen från sin brittiska resa slog sig den unge sir John ned på Fort Johnson, faderns första herrgård. Sir William ville förbereda honom på att ta över Indiandepartementet, men det var en syssla han inte visade något större intresse för. När fadern dog 1774 ärvde JohnJohnson titeln och egendomen, och flyttade till Johnson Hall, där han övertog närmare 200 000 amerikanska tunnland jord och ett stort antal arrendatorer. I kraft av sitt arv utnämnde guvernören också honom till generalmajor och distriktsbefälhavare för milisen. Under den amerikanska revolutionens första år försökte sir John och hans svågrar förgäves bevara Mohawkdalens lojalitet mot kronan och svågrarna kände sig tvungna att fly till Kanada hösten 1775. 

## Lojalisten
John Johnson förblev på Johnson Hall, bland annat för att hans hustru var gravid, men också för att han försökte organisera en lojalistisk militär kår. Han samlade flera hundra beväpnade anhängare vid Johnson Hall, men i januari kom en överlägsen patriotisk truppstyrka och avväpnade kåren. De frigavs sedan mot hedersord. Säkerhetkommittén i Tryon County, under ordförandeskap av Nicholas Herkimer, trodde inte att John Johnson kunde förbli neutral i kampen mellan revolutionen och kronan. Man var också rädd för att han skulle använda det inflytande han hade hos irokeserna för att förmå dem anfalla patrioterna i Mohawkdalen. Den beslöt därför att gripa sir John och skicka honom som fånge till George Washington.

## Flyktingen

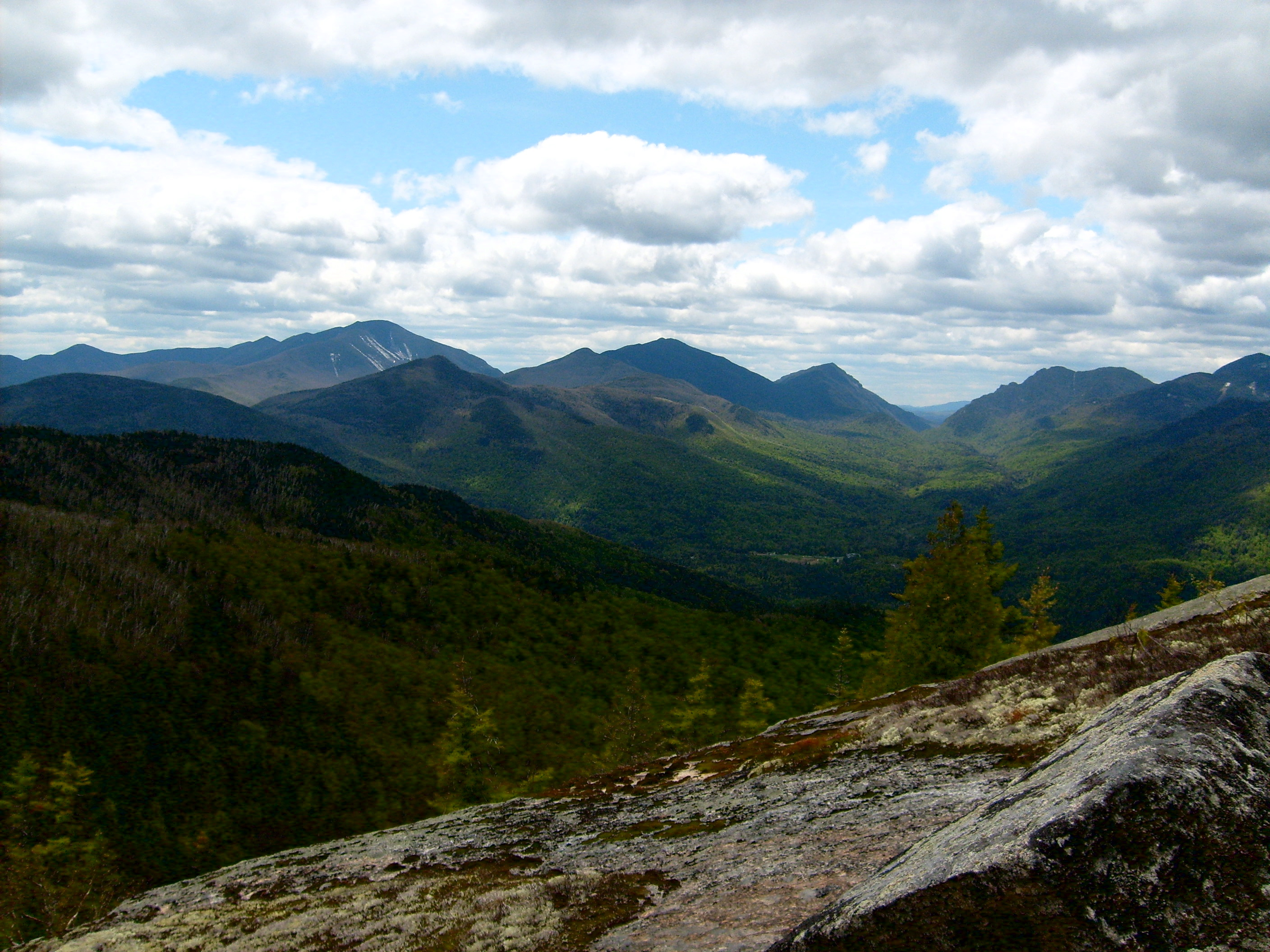
Adirondacksbergen på våren.

John Johnson blev förvarnad om den annalkande faran och hans fru hjälpte honom att gräva ned arvsilvret och gömma sina personliga papper innan han på våren 1776 i all hast flydde till skogs. Han samlade sedan i hemlighet 170 vänner och arrendatorer och gav sig iväg med tre irokesiska vägvisare på en nitton dagar lång svältmarsch genom Adirondacksbergen. Då de sedan januari saknade jaktvapen hade de inget annat att livnära sig på än den medförda provianten och den tog slut efter halva vägen. Sir Johns hustru och barn greps istället för honom och fördes fängslade till Albany, där de internerades tillsammans med John Butlers familj.

## Officeren och indianagenten
När John Johnson kom till Montréal gav de brittiska militärmyndigheterna honom i uppdrag att rekrytera en bataljon bland de lojalistiska flyktingarna i Kanada. Det var första bataljonen av King's Royal Regiment of New York vilken 1780 efterföljdes av en andra bataljon. Som överste och regementschef i St. Legers expedition 1777 och förde i anslutning därtill det brittiska befälet i slaget vid Oriskany. Under 1780 ledde han ett antal strövkårer i Mohawkdalen vilka ödelade landsbygden och förstörde stora kvantiteter spannmål avsedda för kontinentalarmén. 1782 konstituterades han till brigadgeneral i den brittiska armén och utnämndes till chef för det Brittiska Indiandepartementet. När Storbritannien 1783 erkände Förenta Staternas oavhängighet blev sir John och tusentals andra lojalister permanenta flyktingar i Kanada. 1784 fick han i uppdrag att fördela kronojord längs Saint Lawrencefloden och norr om Ontariosjön, som nybyggen till lojalistiska flyktingar. 1791 blev han föreslagen som guvernör över den nya provinsen Övre Kanada, men förslaget vann inte gehör hos Londonregeringen.

## Jordägaren

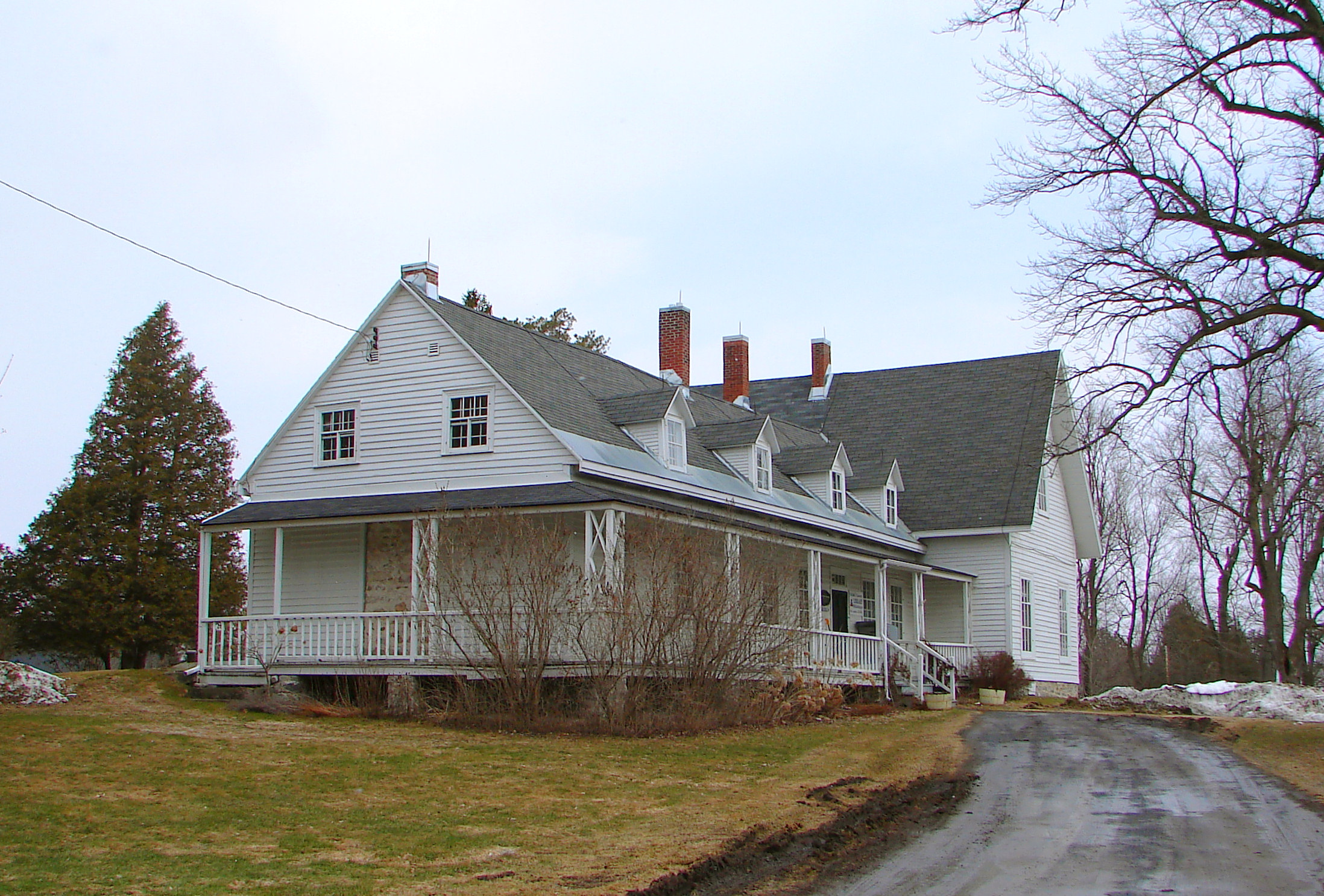
En av sir Johns herrgårdar som den ser ut idag.

Efter kriget gjorde John Johnson stora ansträngningar för att återupprätta sin status som stor jordägare. Ett förnämligt hus i Montréal, Château de Longueuil, renoverades och han bosatte sig där 1798. Han förvärvade lantgårdar i Lachine och på Montreáls malmar. I Övre Kanada ägde sir John hus, och i Kingston, Ontario en stor tomt och stora, fast oeхploaterade, jordegendomar lämpliga för nybyggen. 1795 köpte han godset Monnoir och några år senare godset Argenteuil i Nedre Kanada om sammanlagt över 130 000 engelska tunnland.

## Familj
Efter återkomsten från London 1767 tog John Johnson Clarissa Putnam till sambo. Med henne hade han en son och en dotter, som legitimerades av honom. Sir John gav dock efter för faderns enträgna propåer om ett ståndsmässigt gifte och försköt Clarissa 1773, fast han fortsatte att underhålla henne och barnen. Han ingick därefter ett formaliserat äktenskap med Mary Watson från den högsta New York-societeten. Med henne hade han sju barn. 